# Hyposidra janiaria
Hyposidra janiaria là một loài bướm đêm trong họ Geometridae.